# Ulica Wałbrzyska w Warszawie
Ulica Wałbrzyska – ulica w dzielnicy Mokotów w Warszawie, w ciągu ulic między ulicą Nowoursynowską a aleją Lotników.
Ulica oddziela starszą, willową część Służewa od większości osiedla bloków mieszkalnych Służew nad Dolinką.
Nazwa ulicy została nadana uchwałą Rady Narodowej m.st. Warszawy z dnia 23 marca 1950.

## Ważniejsze obiekty
- Nowy cmentarz na Służewie przy ul. Wałbrzyskiej
- Filmoteka Narodowa – Instytut Audiowizualny
- Stacja metra Służew
- Centrum Handlowe LAND